# Sieńków (gmina)
Sieńków – dawna gmina wiejska w powiecie radziechowskim województwa tarnopolskiego II Rzeczypospolitej. Siedzibą gminy był Sieńków.
Gminę utworzono 1 sierpnia 1934 r. w ramach reformy na podstawie ustawy scaleniowej z dotychczasowych gmin wiejskich: Baryłów, Kulików, Sieńków, Uwin i Wolica Baryłowa.
Podczas wojny gminę zniesiono, a jej obszar włączono do gmin Radziechów (Sieńków) i Szczurowice (Uwin) oraz do nowo utworzonej gminy Łopatyn (Baryłów, Kulików i Wolica Baryłowa), wszystkie w powiecie kamioneckim.
Nie mylić z gminą Sińków.